# Dream Machine
Dream Machine – szósty album niemieckiego zespołu Tokio Hotel. Został wydany 3 marca 2017 roku. Krążek ukazał się w dwóch wersjach: standardową płytą CD/winylową zawierającą 10 utworów oraz limitowaną wersją pudełkową (zawiera album CD, płytę CD z instrumentalną wersją albumu oraz singel „What If” na płycie winylowej z bonusowym utworem, a także osobisty notatnik Billa z odręcznymi notatkami i zdjęciami).

## Lista utworów
| Nr  | Tytuł utworu         | Autorzy                                                | Długość |
| --- | -------------------- | ------------------------------------------------------ | ------- |
| 1.  | „Something New”      | Bill Kaulitz, Tom Kaulitz, Devon Culiner               | 5:21    |
| 2.  | „Boy Don’t Cry”      | Bill Kaulitz, Tom Kaulitz                              | 3:32    |
| 3.  | „Easy”               | Bill Kaulitz, Tom Kaulitz, Devon Culiner               | 4:25    |
| 4.  | „What If”            | Bill Kaulitz, Tom Kaulitz, Devon Culiner               | 3:32    |
| 5.  | „Elysa”              | Bill Kaulitz, Tom Kaulitz, Devon Culiner, Nisse        | 4:28    |
| 6.  | „Dream Machine”      | Bill Kaulitz, Tom Kaulitz, Devon Culiner               | 4:35    |
| 7.  | „Cotton Candy Sky”   | Bill Kaulitz, Tom Kaulitz                              | 3:31    |
| 8.  | „Better”             | Bill Kaulitz, Tom Kaulitz, Devon Culiner               | 3:43    |
| 9.  | „As Young as We Are” | Bill Kaulitz, Tom Kaulitz, Devon Culiner, Shiro Gutzie | 3:48    |
| 10. | „Stop, Babe”         | Bill Kaulitz, Tom Kaulitz                              | 3:51    |
|     |                      |                                                        | 40:46   |

## Odbiór
Płyta otrzymała mieszane oceny od krytyków muzycznych. Wydawnictwo chwalono za spójność i to, że zespół znalazł swoją drogę, po dość chaotycznym stylowo poprzedniku Kings of Suburbia. Interia podsumowała krążek jako „początek drogi ku lepszemu”. Tokio Hotel wytykano przede wszystkim zbytnie wykorzystanie Auto-Tune’a. Serwis musicexpress.de określił nowe brzmienie jako „boom-boom-autotune”.

## Notowania
| Lista (2017)                        | Najwyższa pozycja |
| ----------------------------------- | ----------------- |
| Austria (Ö3 Austria Top 40)         | 10                |
| Belgia (Ultratop Flandria)          | 37                |
| Belgia (Ultratop 50 Walonia)        | 23                |
| Finlandia (Suomen virallinen lista) | 30                |
| Francja (SNEP)                      | 56                |
| Hiszpania (PROMUSICAE)              | 53                |
| Holandia (MegaCharts)               | 52                |
| Niemcy (Official Top 100)           | 5                 |
| Polska (OLiS)                       | 42                |
| Portugalia (AFP)                    | 28                |
| Szwajcaria (Schweizer Hitparade)    | 15                |
| Włochy (FIMI)                       | 30                |